# Handball à onze aux Jeux olympiques d'été de 1936
Navigation
Munich 1972
Cet article récapitule les résultats finaux du tournoi de handball à onze aux Jeux olympiques d'été de 1936 disputés à Berlin du 6 au 14 août 1936. 
Il s'agit de la première apparition du handball aux Jeux olympiques. Pour ces Jeux, la compétition ne comporte qu'un tournoi masculin qui s'est disputé dans son ancien format, à savoir en plein air sur gazon et à 11 joueurs. L'édition suivante en 1972 se déroule dans son format actuel (en salle à 7 joueurs).

## Podium final hommes
| Médaille                            | Pays      | Joueurs |
| ----------------------------------- | --------- | --- |
| Médaille d'or, Jeux olympiques      | Allemagne | Karl Kreutzberg, Arthur Knautz, Willi Bandholz, Hans Keiter, Wilhelm Brinkmann, Rudolf Stahl, Fritz Spengler, Erich Hermann, Günter Ortmann, Wilhelm Baumann, Fritz Fromm, Heinz Körvers, Wilhelm Müller, Georg Dascher, Kurt Dossin, Hermann Hansen, Edgar Reinhardt, Hans Theilig, Helmut Berthold, Alfred Klingler, Helmut Braselmann, Heinrich Keimig              |
| Médaille d'argent, Jeux olympiques  | Autriche  | Friedrich Maurer, Franz Brunner, Friedrich Wurmböck, Siegfried Purner, Johann Zehetner, Johann Houchka, Franz Bistricky, Franz Berghammer, Walter Reisp, Ferdinand Kiefler, Anton Perwein, Alois Schnabel, Franz Bartl, Johann Tauscher, Otto Licha, Emil Juracka, Leopold Wohlrab, Jaroslav Volak, Alfred Schmalzer, Ludwig Schuberth, Josef Kreci, Siegfried Powolny |
| Médaille de bronze, Jeux olympiques | Suisse    | Eduard Schmid, Erland Herkenpath, Erich Schmitt, Rolf Fäs, Max Streib, Robert Studer, Rudolf Wirz, Georg Mischon, Ernst Hufschmid, Willy Hufschmid, Eugen Seiterle, Max Bloesch, Werner Scheurmann, Willy Schäfer, Willy Gysi, Werner Meyer, Burkhard Gantenbein |

## Tour préliminaire

### Groupe A
|     | Équipe     | Pts | J | G | N | P | Bp | Bc | Diff |
| --- | ---------- | --- | - | - | - | - | -- | -- | ---- |
| 1er | Allemagne  | 4   | 2 | 2 | 0 | 0 | 51 | 1  | 50   |
| 2e  | Hongrie    | 2   | 2 | 1 | 0 | 1 | 7  | 24 | -17  |
| 3e  | États-Unis | 0   | 2 | 0 | 0 | 2 | 3  | 36 | -33  |

- Allemagne - Hongrie : 22-0
- Hongrie - États-Unis : 7-2
- Allemagne - États-Unis : 29-1

### Groupe B
|     | Équipe   | Pts | J | G | N | P | Bp | Bc | Diff |
| --- | -------- | --- | - | - | - | - | -- | -- | ---- |
| 1er | Autriche | 4   | 2 | 2 | 0 | 0 | 32 | 6  | 26   |
| 2e  | Suisse   | 2   | 2 | 1 | 0 | 1 | 11 | 20 | -9   |
| 3e  | Roumanie | 0   | 2 | 0 | 0 | 2 | 9  | 26 | -17  |

- Autriche - Roumanie : 18-3
- Suisse - Roumanie : 8-6
- Autriche - Suisse : 14-3

## Tour final

### Match de classement pour la5eplace
- Roumanie - États-Unis : 10-3

### Poule finale
Note : deux équipes issues d'une même poule du premier tour jouent à nouveau l'une contre l'autre.
|     | Équipe    | Pts | J | G | N | P | Bp | Bc | Diff |
| --- | --------- | --- | - | - | - | - | -- | -- | ---- |
| 1er | Allemagne | 6   | 3 | 3 | 0 | 0 | 45 | 18 | 27   |
| 2e  | Autriche  | 4   | 3 | 2 | 0 | 1 | 28 | 23 | 5    |
| 3e  | Suisse    | 2   | 3 | 1 | 0 | 2 | 22 | 32 | -10  |
| 4e  | Hongrie   | 0   | 3 | 0 | 0 | 3 | 18 | 40 | -22  |

#### Première journée
- Allemagne - Hongrie : 19-6
- Autriche - Suisse : 11-6

#### Deuxième journée
- Autriche - Hongrie : 11-7
- Allemagne - Suisse : 16-6

#### Troisième journée
- Suisse - Hongrie : 10-5 (match pour la 3e place)
- Allemagne - Autriche : 10-6 (finale)

## Classement final
|                                     | Équipe     | Pts | J | G | N | P | Bp | Bc | Diff |
| ----------------------------------- | ---------- | --- | - | - | - | - | -- | -- | ---- |
| Médaille d'or, Jeux olympiques      | Allemagne  | 10  | 5 | 5 | 0 | 0 | 96 | 19 | 77   |
| Médaille d'argent, Jeux olympiques  | Autriche   | 8   | 5 | 4 | 0 | 1 | 60 | 29 | 31   |
| Médaille de bronze, Jeux olympiques | Suisse     | 4   | 5 | 2 | 0 | 3 | 33 | 52 | -19  |
| 4e                                  | Hongrie    | 2   | 5 | 1 | 0 | 4 | 25 | 64 | -39  |
| 5e                                  | Roumanie   | 2   | 3 | 1 | 0 | 2 | 19 | 29 | -10  |
| 6e                                  | États-Unis | 0   | 3 | 0 | 0 | 3 | 6  | 46 | -40  |

## Autres effectifs
- Hongrie Hongrie : Antal Benda (UTE), Sándor Cséfai (Elektromos SE), Ferenc Cziráki (UTE), Miklós Fodor (Elektromos SE), Lőrinc Galgóczi (UTE), János Koppány (Elektromos SE), Lajos Kutasi (Elektromos SE), Tibor Máté (VAC), Imre Páli (UTE), Ferenc Rákosi (Elektromos SE), Endre Salgó (VAC), István Serényi (VAC), Sándor Szomori (UTE), Gyula Takács (MAFC), Antal Újváry (Elektromos SE), Ferenc Velkey (Elektromos SE)
- Roumanie : Péter Facsi (Bucarest), Carol Haffer (Hermannstädter TV), Ludovic Haffer (Hermannstädter TV), Fritz Halmen (Hermannstädter TV), Willi Heidel (Hermannstädter TV), Hans Hermannstädter (Hermannstädter TV), Hans Georg Herzog (Hermannstädter TV), Alfred Höchsmann (Hermannstädter TV), Bruno Holzträger (Mediasch), Willi Kirschner (Hermannstädter TV), Günther Schorsten (Hermannstädter TV), Robert Speck (Hermannstädter TV), Wilhelm Zacharias (Hermannstädter TV), Hans Zikeli (Mediasch), Stefan Zoller (Hermannstädter TV). Entraîneur : Hans Schuschnig (Hermannstädter TV)
- États-Unis : William Alexander Ahlemeyer, Walter Bowden, Charles C. Dauner, Edward John Hagen, Joseph Kaylor, Fred Leinweber, Henry Oehler, Otto Oehler, Herbert Karl Oehmichen, Willy K. Renz, Alfred Rosesco, Edmund Schallenberg, Gerard A. Yantz. Entraîneur : Philip Schupp

## Arbitres
La Fédération internationale du handball amateur (en) (IAHF) a sélectionné huit arbitres pour le tournoi, :
- Alfred Schwab
- Hans Wessely
- Hans Urech (de)
- Ernő (Ernst) Kovacs
- Helmuth Stühmer
- Max Ackermann
- Adolf Müller
- Hans Schwinietzki